# МеМЗ-307
МеМЗ-307 — рядный четырёхцилиндровый бензиновый двигатель внутреннего сгорания с водяным охлаждением производства Мелитопольского моторного завода. Является модификацией двигателя МеМЗ-301 с комплексной системой управления двигателем.

## История
В 2002 году впервые на Украине была разработана конструкция двигателя МеМЗ-307 объёмом 1,3 л, мощностью 75 л. с. с системой развёрнутого впрыска топлива и электронной системой управления. В то же время было начато серийное производство двигателя МеМЗ-307 для автомобиля ЗАЗ Sens.
В 2003 году начался выпуск модификации МеМЗ-3071 для автомобиля ЗАЗ-1103 «Славута» с нормами выбросов Евро-2. Объём двигателя не изменился, а мощность была уменьшена до 70 л. с.
В 2005 году начался выпуск модификации МеМЗ-317 объёмом 1,4 л, мощностью 77 л. с. Двигатель устанавливался на ЗАЗ Lanos T150.
К 2006 году было собрано 10 двигателей МеМЗ-317, переданных на Запорожский автомобилестроительный завод для установки на ЗАЗ Lanos T150.

## Модификации
- МеМЗ-307 — модификация двигателя МеМЗ-301 объёмом 1,299 л, мощностью 70 л. с. при 5800 об/мин и крутящим моментом 107,8 Н·м при 3000—3500 об/мин с электронной системой управления двигателем и системой распределительного впрыска топлива[6].
- МеМЗ-3071 — модификация двигателя МеМЗ-307 объёмом 1,299 л, мощностью 64 л. с. при 5800 об/мин и крутящим моментом 102,0 Н·м при 3000—3500 об/мин с катализатором и лямбда-зондом. Соответствует стандарту Евро-2[8].
- МеМЗ-317 — модификация двигателя МеМЗ-307 объёмом 1,386 л, мощностью 77 л. с. при 5800 об/мин и крутящим моментом 102,7 Н·м при 3000—3300 об/мин. Соответствует стандарту Евро-3.